# Truppenfallschirm T-10

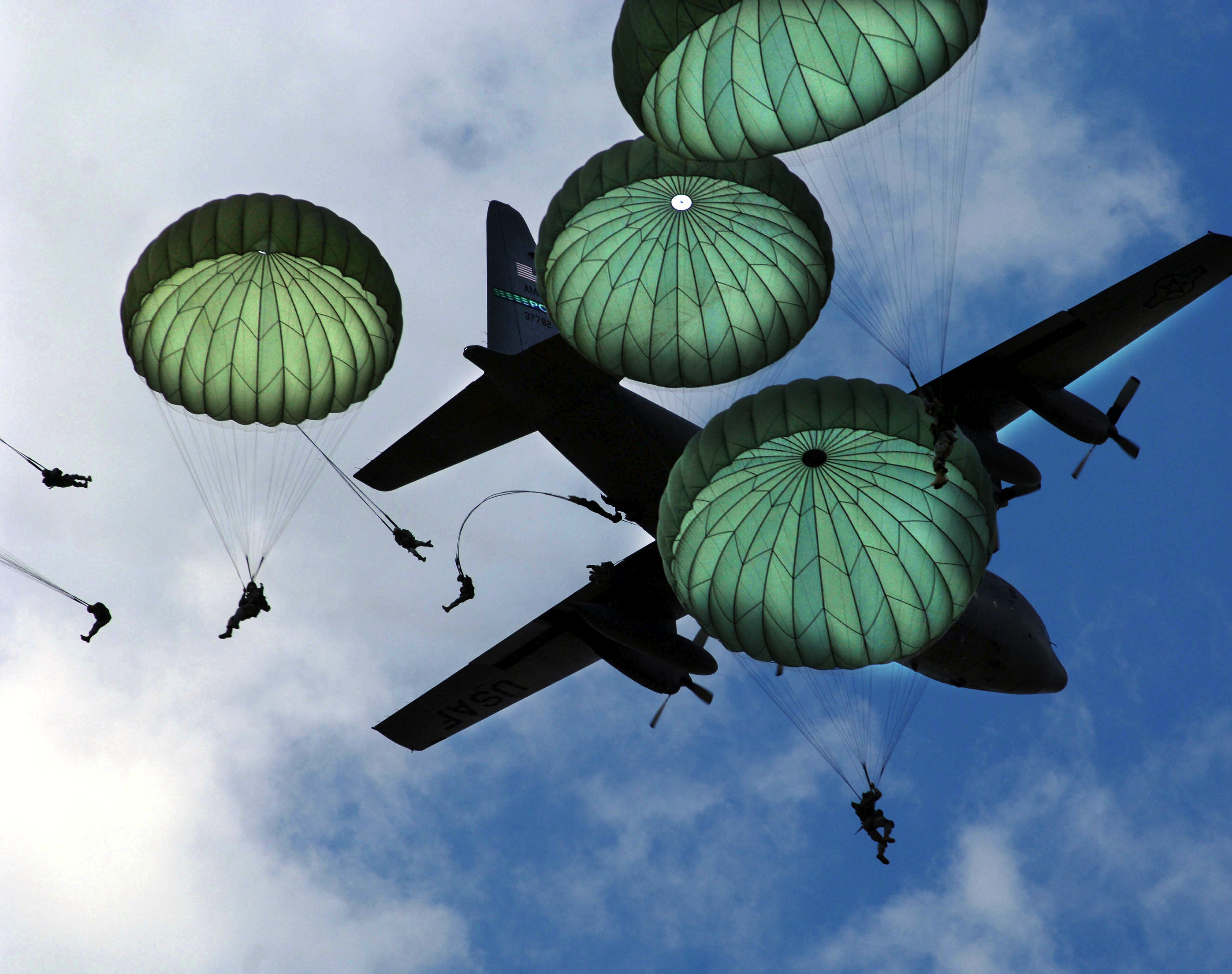
US-Armee Fallschirmjäger beim Absprung aus der C-130 mit dem T-10

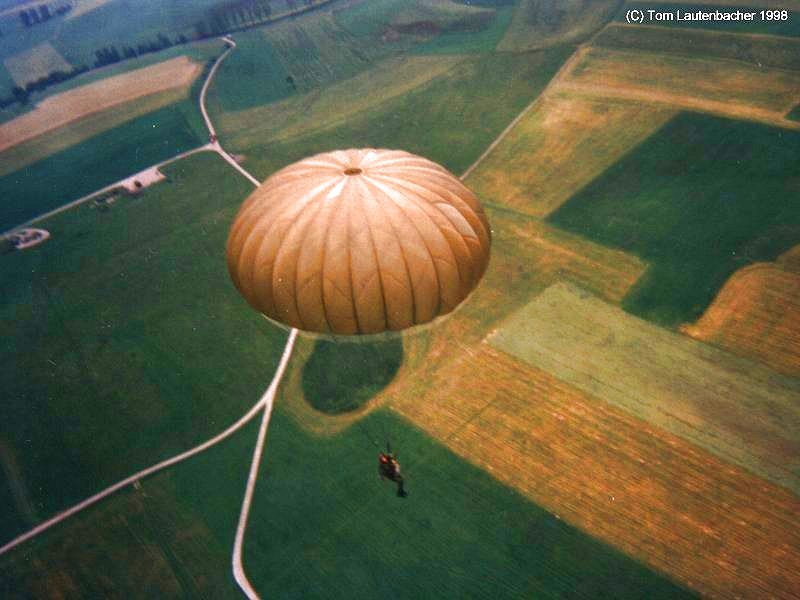
Fallschirmjäger der Bundeswehr bei einem Ausbildungssprung über Altenstadt mit dem T-10

Der Truppenfallschirm T-10 ist das noch bei den Luftlandetruppen der Bundeswehr genutzte System zur automatischen Absetzung von dazu befähigten Truppen (u. a. Fallschirmjäger). Der T-10 ist, wenn man vom „Slippen“ absieht, nicht steuerbar (Slippen dient lediglich dazu, einem herantreibenden anderen Fallschirm auszuweichen, d. h. man kann während des Sinkfluges nur wenige Dekameter in gewisser Weise und sehr träge „steuern“). Der T-10 ist der direkte Vorgänger des Truppenfallschirms T-11.
Die Fallschirmjäger der Vereinigten Staaten nutzten fast 60 Jahre lang eine nahezu unveränderte Truppenfallschirmreihe – den T-10. Als direkter Nachfolger der Fallschirme des Zweiten Weltkrieges wurde er ständig mit Blick auf seine Funktionssicherheit an der Hauptkappe, dem Gurtzeug und dem Reserveschirm bis zur Version T-10D verbessert, ohne die Sinkeigenschaften und Belastungsgrenzen den neuen Anforderungen anpassen zu können. Denn während sich die Fallschirmausrüstung kaum veränderte, wurden die Fallschirmjäger und insbesondere deren mitzuführende Ausrüstung immer schwerer.
Bei der Bundeswehr wurden auch alternative Nachfolgesysteme entwickelt, erprobt, angekündigt und letztendlich jedoch nicht eingeführt. Somit springen die deutschen Fallschirmjäger heute noch mit einem etwas modifizierten Fallschirm, mit dem schon im Zweiten Weltkrieg gesprungen wurde, dort allerdings nicht von deutschen Fallschirmjägern. Die Fallschirmjäger der Wehrmacht waren mit Fallschirmen der RZ-Reihe (RZ 1, RZ 16, RZ 20 und RZ 36) ausgerüstet. RZ stand dabei für „Rückenfallschirm Zwangsauslösung“.